# The All-Seeing Eye
The All-Seeing Eye è stato un game server browser, cioè un programma per computer che aiuta coloro che giocano in internet a trovare un server.
Benché risenta di GameSpy, la popolarità di questo programma è cresciuta regolarmente. Ora è di proprietà di Yahoo!, ed è visto da alcuni come una contromossa contro Xfire.
Dal 15 maggio 2008 il servizio è stato disattivato.